# Ludo Dierckxsens
Ludo Dierckxens est un coureur cycliste belge, né le 14 octobre 1964 à Geel et mort le 29 mai 2025 à Termonde.

## Biographie
Ludo Dierckxsens est devenu professionnel en 1994, alors qu'il avait 29 ans. Remarqué par sa victoire au Grand Prix de Denain 1997, il a été recruté par l'équipe Lotto avec laquelle il a obtenu de nombreuses places d'honneur grâce à son comportement offensif, notamment sur la HEW Cyclassics (3e), le Grand Prix E3 (4e), le Grand Prix de Plouay (2e), Paris-Roubaix (11e), ainsi que plusieurs étapes du Tour d'Espagne. Il termina la saison par une victoire en solitaire sur Paris-Bourges.
L'équipe italienne Lampre l'engagea en 1999. C'est cette année qu'il se fit connaître du grand public en devenant champion de Belgique et en remportant en solitaire, la 11e étape du Tour de France à Saint-Étienne. Il est cependant retiré du Tour par son équipe quelques jours plus tard, après avoir indiqué aux commissaires antidopage qu'il avait utilisé un médicament à base de corticoïdes pour soigner son genou deux mois auparavant. Il fut ensuite suspendu six mois par la fédération belge, mais sa victoire ne lui fut pas retirée.
Les années suivantes, Dierckxsens fut bien placé sur de nombreuses courses, sans gagner. De retour dans son ancienne équipe Landbouwkrediet en 2003, il a remporté sa dernière course professionnelle sur le Tour d'Autriche, avant de prendre sa retraite à la fin de l'année 2005.
En 2006, il ouvre un commerce de cycles à Geel.
Ludo Dierckxsens meurt à l’âge de 60 ans le 29 mai 2025 à Termonde, des suites d'un malaise survenu lors des 1 000 km de Kom Op Tegen Kanker, une course contre le cancer.

## Palmarès

### Palmarès amateur
- 1984
  - 2e d'Anvers-Zonhoven
- 1986
  - 3e étape du Tour du Limbourg amateurs
- 1989
  - Bruxelles-Zepperen
- 1992
  - 1reb étape du Tour de la province d'Anvers
  - 2e de Bruxelles-Zepperen
  - 3e de la Flèche flamande
- 1993
  - 1re étape du Tour du Limbourg amateurs
  - 2e du Tour de la province d'Anvers
  - 2e du Tour des Flandres amateurs
  - 2e du Tour du Limbourg amateurs

### Palmarès professionnel
| - 1994 - Grand Prix du Nord-Pas-de-Calais - 2e du Tour de la Haute-Sambre - 2e du Grand Prix du 1er mai - 2e de Bruxelles-Ingooigem - 2e d'À travers le Pajottenland - 2e du Grand Prix Beeckman-De Caluwé - 3e de la Coupe Sels - 3e du Samyn - 3e du Grand Prix de la ville de Vilvorde - 3e du Circuit Escaut-Durme - 1995 - Wanzele Koerse - 3e de l'Omloop van het Meetjesland - 3e du Grand Prix Raf Jonckheere - 1996 - Grand Prix de la ville de Vilvorde - 2e du Circuit du Pays de Waes - 3e du Samyn - 1997 - Hasselt-Spa-Hasselt - Grand Prix de Denain - Zellik-Galmaarden - Puivelde Koerse - Izegem Koers - 2e du Grand Prix de la ville de Vilvorde - 2e du championnat de Belgique sur route - 3e du Tour de Cologne - 3e du Grand Prix Briek Schotte - 3e de Paris-Bourges | - 1998 - Paris-Bourges - 2e du Grand Prix de Plouay - 3e du Grand Prix Raf Jonckheere - 3e de la HEW Cyclassics - 3e du Tour de la Région wallonne - 1999 - Champion de Belgique sur route - 11e étape du Tour de France - 2000 - 3e du Grand Prix Beeckman-De Caluwé - 2001 - 6e de Paris-Roubaix - 8e du Tour des Flandres - 2002 - 2e du Tour de Belgique - 3e du championnat de Belgique du contre-la-montre - 2003 - Grand Prix d'ouverture La Marseillaise - 2004 - 7e étape du Tour d'Autriche - 2005 - 2e du Circuit du Pays de Waes - 3e de la Gullegem Koerse |  |

## Résultats sur les grands tours

### Tour de France
3 participations
- 1999 : non-partant (15e étape), vainqueur de la 11e étape
- 2001 : abandon (13e étape)
- 2002 : 108e

### Tour d'Italie
1 participation
- 2000 : abandon (14e étape)

### Tour d'Espagne
1 participation
- 1998 : 34e

## Classements mondiaux
| Année           | 2005 |
| --------------- | ---- |
| UCI Europe Tour | 270e |